# Bağarası, Samsat
Bağarası là một xã thuộc huyện Samsat, tỉnh Adıyaman, Thổ Nhĩ Kỳ. Dân số thời điểm năm 2011 là 249 người.